# Gleysol

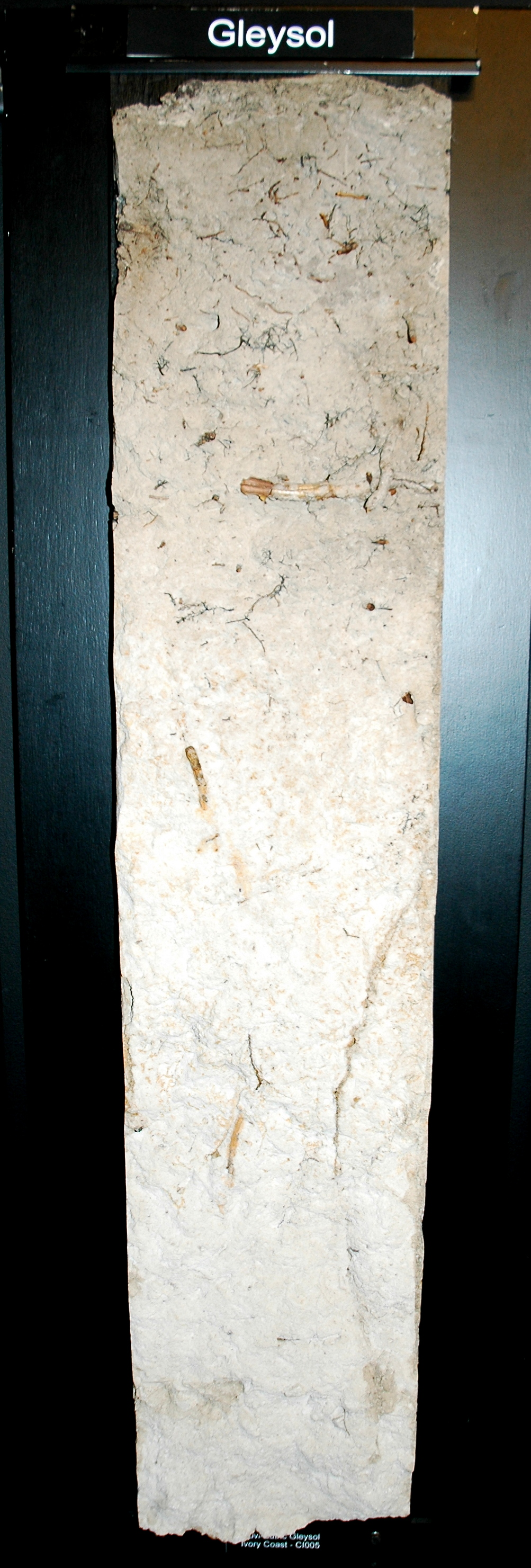
Gleysol

Een Gleysol (in de World Reference Base for Soil Resources) is een bodem die voorkomt in laaggelegen natte gebieden. Gleysols zijn -mits ze niet gedraineerd zijn- gedurende lange perioden verzadigd met grondwater zodat ze de karakteristieke gley kenmerken vertonen. Dit bestaat uit zeer karakteristieke rode, bruine en/of gele vlekken aan de buitenzijde van bodemdeeltjes (peds) of in de hogere horizonten in combinatie met grijs tot grijsblauwe kleuren binnen in de peds of in de diepere bodemhorizonten. Gleysols zijn ook bekend als Gleyzems (in de Russische bodemclassificatie) en als Aqu-suborders van de Entisolen, Inceptisolen en Mollisolen in het Amerikaanse systeem (USDA Soil Taxonomy). In de Nederlandse bodemclassificatie worden ze ingedeeld bij de moerige podzolgronden, de moerige eerdgronden en de hydrovaaggronden.

Gleysols komen voor in ongeconsolideerde materialen, voornamelijk fluviatiele, lacustrine of marine sedimenten van Holocene ouderdom. Ze worden aangetroffen in depressies en lage posities in het landschap met ondiep grondwater.
De belangrijkste beperking voor het gebruik van gleysolen is de hoge grondwaterspiegel. Deze gronden zijn veelal bedekt met moeras vegetatie, liggen braak of worden gebruikt voor veeteelt. Gedraineerde bodems worden gebruikt voor landbouw, veeteelt en horticultuur. Gleysols in de tropen en subtropen worden op grote schaal gebruikt voor rijstbouw.
Gleysols omvatten circa 720 miljoen hectare van de wereld. Het zijn azonale bodems die in vrijwel elk klimaat voorkomen. De grootste aralen zijn te vinden in het noorden van Rusland, in Siberië, Canada, Alaska, China en in Bangladesh. Zo'n 200 miljoen hectare wordt gevonden in de tropen, met name in het Amazonegebied, in equatoriaal Afrika en in moerassen langs de kusten van Zuidoost-Azië.

## Literatuur

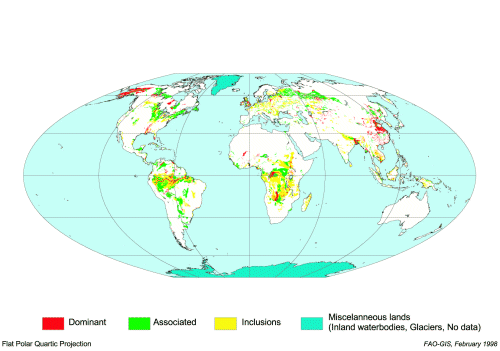
Voorkomen van Gleysolen